# La società partecipativa
La società partecipativa è un libro scritto da Pier Luigi Zampetti, professore di Dottrina dello Stato, nel quale viene presentato uno studio socio-politico-economico accurato riguardante il Novecento.
La società partecipativa viene presentata come un possibile scenario futuro, di cui si sono già gettate le basi, che dovrebbe costituire la quarta società occidentale sviluppata negli ultimi duemila anni di storia, dopo quella dell'antica Roma, quella feudale, e quella capitalistica tradizionale.
Zampetti, sostiene che l'ultima fase della società capitalistica, quella consumista lanciata dal New Deal, stia tramontando, a causa di alcuni fattori acceleranti, come la crisi energetica, e con essa si stia frantumando il materialismo storico, elemento collante dei movimenti marxisti.
La società partecipativa è costituita fondamentalmente sulle abilità intellettuali e morali degli esseri umani, che vanno coltivate e valorizzate e che si rivelano delle riserve energetiche insostituibili per una società.
Zampetti ritiene che il materialismo storico, nel 2000, ceda il passo allo spiritualismo storico, che consentirebbe di fondare una società non più strutturata in base alle classi sociali, ma dipendente dai ruoli e dalle funzioni. Lo stesso capitalismo si convertirebbe in una forma più popolare, nella quale tutti i lavoratori assurgono al ruolo di capitalisti e lo stesso Stato partecipa e coordina i processi produttivi, nell'ambito di una politica democratica.
Lo spiritualismo storico si basa sulla Incarnazione, che rafforza il legame tra Cristianità e società e che riguarda tutti gli uomini, di qualunque razza e fede.

## Edizioni
- Pier Luigi Zampetti, La società partecipativa, Dino, 1981,  pp.204 , cap.10.